# Trophies
Albums par Apollo Brown
Dice Game
(2012) 12 Reasons to Die: The Brown Tape
(2013)
Albums par O.C.
O-Zone Originals
(2011)
Trophies est un album collaboratif d'Apollo Brown et O.C., sorti le 1er mai 2012.
L'album s'est classé 202e au Top R&B/Hip-Hop Albums.

## Liste des titres
| No  | Titre          | Contient un (des) sample(s) de | Durée |
| --- | -------------- | ------------------------------ | ----- |
| 1.  | Trophies       |                                | 0:39  |
| 2.  | The Pursuit    |                                | 3:55  |
| 3.  | Prove Me Wrong | Dawn Mists des Stringtronics   | 3:57  |
| 4.  | Nautica        |                                | 3:55  |
| 5.  | Anotha One     |                                | 4:18  |
| 6.  | Disclaimer     |                                | 2:48  |
| 7.  | We the People  |                                | 4:11  |
| 8.  | Signs          |                                | 2:00  |
| 9.  | The First 48   | White Room de Cream            | 4:03  |
| 10. | Angels Sing    |                                | 4:02  |
| 11. | Just Walk      |                                | 4:10  |
| 12. | The Formula    |                                | 3:49  |
| 13. | People's Champ |                                | 4:08  |
| 14. | Options        |                                | 3:10  |
| 15. | Caught Up      |                                | 3:39  |
| 16. | Fantastic      |                                | 2:13  |